# Laguna di Karavasta
La laguna di Karavasta (in albanese Laguna e Karavastasë) è la più grande laguna dell'Albania e una delle più grandi adiacenti al Mar Mediterraneo, coprendo un'area di 42 km² (16 mi²). Karavasta fa parte del Parco Nazionale Divjakë Karavasta ed è separata dal Mare Adriatico da un'ampia striscia di sabbia. Si estende attraverso la pianura costiera di Myzeqe vicino Divjakë e a circa 20 km (12 mi) nei pressi di Lushnjë.
Karavasta ospita molti pini e piccole isole sabbiose. È rinomata per ospitare il pellicano dalmata; il 6,4% della popolazione europea del pellicano dalmata si trova a Karavasta. La laguna rientra nell'ecoregione terrestre delle foreste decidue illiriche parte degli ecosistemi mediterranei e del bioma della macchia mediterranea paleartica. Il clima è tipicamente mediterraneo.
La laguna si trova all'interno dei confini del Parco Nazionale Divjaka-Karavasta ed è stata riconosciuta come zona umida di importanza internazionale ai sensi della Convenzione di Ramsar. La laguna è stata identificata come Important Bird Area da BirdLife International, perché ospita un numero significativo di popolazioni di varie specie di uccelli.
La Laguna di Karavasta fa parte della Lista delle zone umide di Ramsar di importanza internazionale.
Poiché le campagne di disinfestazione sono state interrotte da tempo, l'area è nota per avere una stagione delle zanzare molto attiva. Tuttavia, nel 2014 sono state realizzatele campagne di disinfestazione ed è stato avviato un progetto di riabilitazione del parco da parte delle autorità nazionali. Esso comprendeva una moratoria sulla caccia che ha rilanciato le attività di birdwatching.